# 2023 ワールド・ベースボール・クラシック

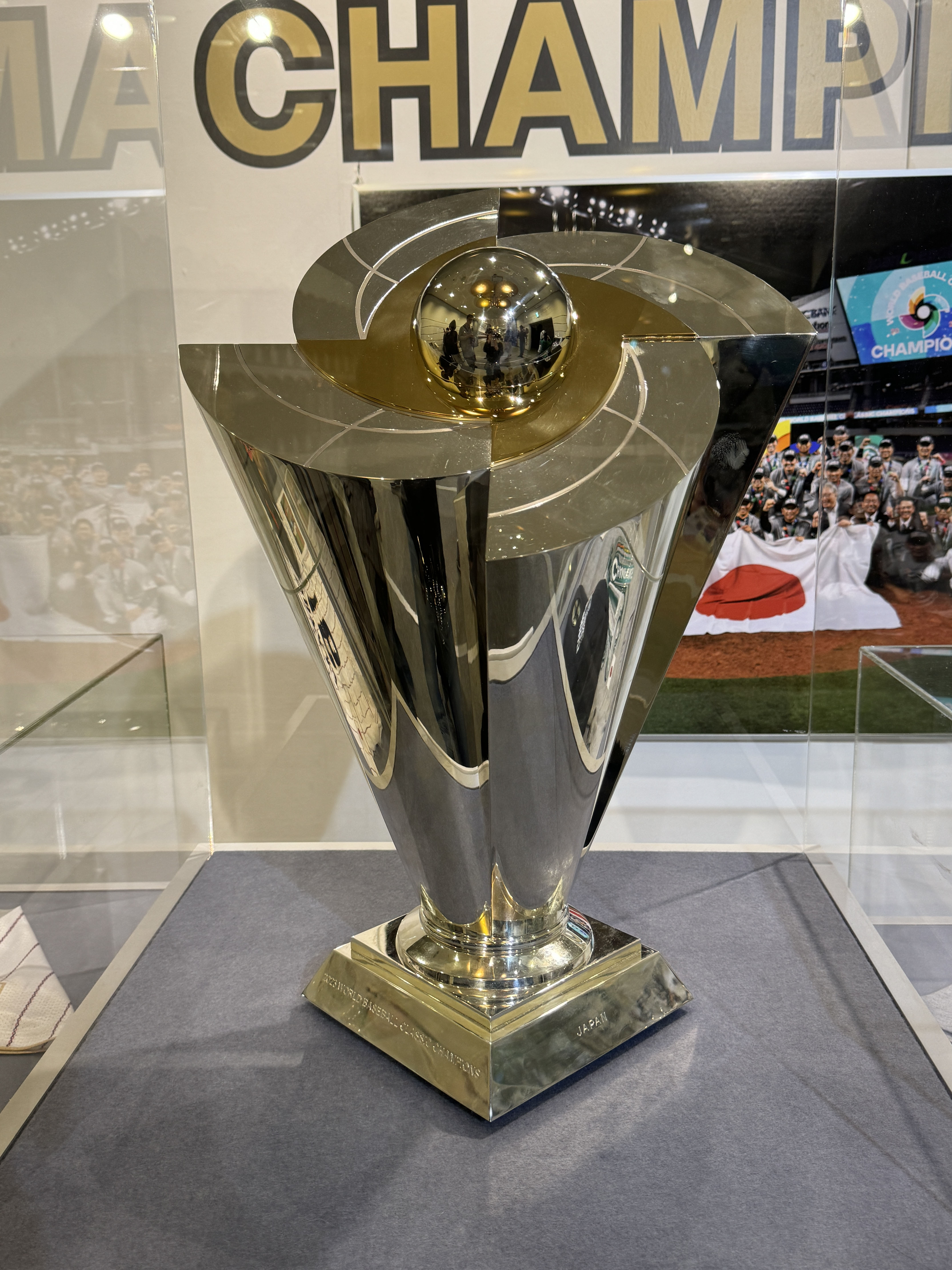
2023 ワールド・ベースボール・クラシック 優勝トロフィー

2023 ワールド・ベースボール・クラシック（英語: 2023 World Baseball Classic）は、ワールド・ベースボール・クラシック・インク（WBCI）主催により2023年に開催された、世界野球ソフトボール連盟（WBSC）公認の世界選手権大会、ワールド・ベースボール・クラシック（WBC）の第5回大会である。
本来は2021年に開催予定だったが、新型コロナウイルス感染症（COVID-19）拡大の影響により2年延期された。

## 大会概要
主催
- ワールド・ベースボール・クラシック・インク（WBCI）

日程
- 2023年3月8日 - 3月21日

開催国・地域
- 日本
- 中華民国（台湾）
- アメリカ合衆国

出場国・地域
- 20か国・地域

試合数
- 47試合

グローバルスポンサー
- NIPPON EXPRESSホールディングス[3][4]
- コナミデジタルエンタテインメント[5][6]
- 興和[7]
- THK[7][8]

各ラウンド主催・スポンサー
- 台中ラウンド

参考
タイトルスポンサー：中国信託商業銀行
開催都市：台中市
指導機関：教育部体育署
請負機関：中華民国野球協会（CTBA）、悍創運動行銷
トレーニング機関：中華職業棒球大聯盟（CPBL）
協賛：統一脆麵、遠雄文教公益基金会、聯新運医、西堤牛排
指定医療機関：聯新国際医療
公式プレイガイド：tixCraft
- 東京ラウンド

主催：WBCI、読売新聞社
特別協賛：NIPPON EXPRESSホールディングス、カーネクスト
協賛：檸檬堂（日本コカ・コーラ）、コナミデジタルエンタテインメント、三菱UFJ銀行、セールスフォース・ジャパン、興和、THK
公式プレイガイド：ローソンエンタテインメント
協力：JTB、ミズノ

## 大会ルール

### 予選
- ロースター：28人
- 指名打者制（DH）：実施
- ビデオ判定：実施
- リリーフ投手の最低3打者対戦規定：実施せず
- マウンドに行く回数の制限：実施せず
- 延長タイブレーク：延長10回より無死二塁で実施（その回の先頭打者の前の打者が走者となる）
- 投球制限
  - 30球以上の投球：中1日の休み
  - 50球以上の投球：中4日の休み
  - 85球以上の投球禁止（申告による故意四球は投球数にカウントしない）
- コールドゲーム：5回以降に15点差、7回以降に10点差がついた場合に実施。

### 本大会
ルールの詳細は「2023 World Baseball Classic rules and regulations」を参照のこと
- ロースター：30人（少なくとも投手14人、捕手2人を含む）
  - 前回大会から引き続き「予備投手登録」を採用。
  - 各チームは事前に関心リスト（Federation Interest List）50人をWBCIに提出して、各選手の代表参加資格などを確認する。その後、2023年1月末までに予備ロースター（Provisional Roster）35人、2月7日までに最終ロースター（Final Roster）30人を提出する必要がある。なお、ロースターは関心リスト以外から選ぶことも可能である[14]。
- 指名打者制（DH）：実施
  - 同一選手による先発投手と指名打者の兼任が可能（通称「大谷ルール」）
- 延長タイブレーク：延長10回より無死二塁で実施（その回の先頭打者の前の打者が走者となる）
- リリーフ投手の最低3打者対戦規定：実施（打者3人と対戦もしくはイニング完了まで交代できない）
- マウンドに行く回数の制限：実施せず
- ピッチクロック：実施せず
- ベースサイズの拡大：実施せず
- シフト制限：実施せず
- 投球制限
  - 練習試合は49球まで、第1ラウンドは65球まで、準々決勝は80球まで、準決勝と決勝は95球まで（申告による故意四球は投球数にカウントしない）
    - 対戦中投球上限に達した場合、打席完了まで上限を超えて投げることができる

  - 30球以上の投球もしくは2日連続の登板：中1日の休み
  - 50球以上の投球：中4日の休み
- 第1ラウンドの順位決定方法（同じ勝敗数で終了した場合）[15]

1. 当該チーム同士の対戦成績
2. 当該チームとの対戦での失点率
3. 当該チームとの対戦での自責点率
4. 当該チームとの対戦での打率
5. WBCIによる抽選

- 各国のプロリーグの開幕が迫っている状況を考慮し、選手達が可能な限り早く所属球団に戻ってシーズンの準備ができるように3位決定戦は行われない[16]。

## 開催地
| 予選                             | 予選                          |
| 予選A組                          | 予選B組                       |
| -------------------------------- | ----------------------------- |
| レーゲンスブルク                 | パナマシティ                  |
| アーミン・ウルフ・アレーナ       | ロッド・カルー・スタジアム    |
|                                  |                               |
| 第1ラウンド                      | 第1ラウンド・決勝トーナメント |
| A組                              | B組・準々決勝                 |
| 台中                             | 東京                          |
| 台中インターコンチネンタル野球場 | 東京ドーム                    |
|                                  |                               |
| 第1ラウンド                      | 第1ラウンド・決勝トーナメント |
| C組                              | D組・準々決勝・準決勝・決勝   |
| フェニックス                     | マイアミ                      |
| チェイス・フィールド             | ローンデポ・パーク            |
|                                  |                               |

## 予選の進行
2023 ワールド・ベースボール・クラシック 予選（英語: World Baseball Classic 2023 Qualifiers）は、2022年に開催された第5回大会の予選大会である。今大会より予選の方式が変更される。前回大会で本選に進出できなかった12か国が予選に出場、2プール6か国に分かれ、ダブルイリミネーション方式トーナメント戦により対戦、各プールの上位2か国、計4か国が本選に進出する。
当初はアメリカ合衆国のツーソンにあるキノ・スポーツ・コンプレックスにて、2020年3月13日から18日まで予選1組、同20日から25日まで予選2組が開催予定であったが、2020年3月12日にMLBは新型コロナウイルス感染症（COVID-19）の流行を受けてWBC予選を無期限の延期とすることを発表した。2022年7月8日に新たな予選概要が発表され、開催地は予選A組がドイツのレーゲンスブルクにあるアーミン・ウルフ・アレーナ、予選B組がパナマのパナマシティにあるロッド・カルー・スタジアムに変更となった。また、予選招待国にも変更があり、フィリピンと入れ替わりでアルゼンチンが新たに招待されることになった。アルゼンチンはWBC初出場となる。

### 出場国・地域と日程
| 出場国・地域     | 所属連盟     | 本選出場 | 予選参加 | 世界ランク |
| ---------------- | ------------ | -------- | -------- | ---------- |
| ブラジル         | 南北アメリカ | 1        | 3        | 25         |
| チェコ           | ヨーロッパ   | 0        | 3        | 14         |
| スペイン         | ヨーロッパ   | 1        | 3        | 19         |
| フランス         | ヨーロッパ   | 0        | 3        | 22         |
| イギリス         | ヨーロッパ   | 0        | 3        | 23         |
| ドイツ           | ヨーロッパ   | 0        | 3        | 18         |
| ニカラグア       | 南北アメリカ | 0        | 3        | 15         |
| ニュージーランド | オセアニア   | 0        | 3        | 46         |
| パキスタン       | アジア       | 0        | 2        | 31         |
| パナマ           | 南北アメリカ | 2        | 3        | 13         |
| アルゼンチン     | 南北アメリカ | 0        | 初       | 27         |
| 南アフリカ共和国 | アフリカ     | 2        | 3        | 26         |

| ドイツ チェコ スペイン イギリス フランス 南アフリカ共和国 |

| パナマ ニカラグア ブラジル アルゼンチン パキスタン ニュージーランド |

| - ()内は日付。全て現地時間。 - 枠外は開催都市。枠内は出場国・地域。太字は各組勝利国・地域。 - ダブルイリミネーション方式トーナメント戦で試合を行う。 |

### 予選ラウンド

#### 予選A組
- 会場： レーゲンスブルク／アーミン・ウルフ・アレーナ
- 試合日時は中央ヨーロッパ時間(UTC+1)

| #1/#2 1回戦      | #1/#2 1回戦 |  |  | #3/#4 2回戦 | #3/#4 2回戦 |  |          | #8 決勝戦 | #8 決勝戦 |
|                  |             |  |  |             |             |  |          |           |           |
|                  |             |  |  | スペイン    | 21          |  |          |           |           |
| 南アフリカ共和国 | 4           |  |  | チェコ      | 7           |  |          |           |           |
| スペイン         | 5           |  |  |             |             |  | スペイン | 9         |           |
|                  |             |  |  |             |             |  | イギリス | 10        |           |
|                  |             |  |  | イギリス    | 8           |  |          |           |           |
| イギリス         | 14          |  |  | ドイツ      | 1           |  |          |           |           |
| フランス         | 4           |  |  |             |             |  |          |           |           |

|  | #5/#6 敗者復活1回戦 | #5/#6 敗者復活1回戦 | #5/#6 敗者復活1回戦 |  |  | #7 敗者復活2回戦 | #7 敗者復活2回戦 | #7 敗者復活2回戦 |  |  | #9 敗者復活決勝戦 | #9 敗者復活決勝戦 | #9 敗者復活決勝戦 |
|  |                     |                     |                     |  |  |                  |                  |                  |  |  |                   |                   |                   |
|  |                     | フランス            | 1                   |  |  |                  |                  |                  |  |  |                   |                   |                   |
|  |                     | チェコ              | 7                   |  |  |                  |                  |                  |  |  |                   | チェコ            | 3                 |
|  |                     |                     |                     |  |  |                  | チェコ           | 8                |  |  |                   | スペイン          | 1                 |
|  |                     |                     |                     |  |  |                  | ドイツ           | 4                |  |  |                   |                   |                   |
|  |                     | 南アフリカ共和国    | 5                   |  |  |                  |                  |                  |  |  |                   |                   |                   |
|  |                     | ドイツ              | 11                  |  |  |                  |                  |                  |  |  |                   |                   |                   |

| 日程                                                                             | No. | 試合開始 | 先攻             | スコア | 後攻     | 回 | 会場                       | 試合時間  | 観客動員 | 試合詳細 |
| -------------------------------------------------------------------------------- | --- | -------- | ---------------- | ------ | -------- | -- | -------------------------- | --------- | -------- | -------- |
| 2022年9月16日                                                                    | #1  | 13:07    | 南アフリカ共和国 | 4–5    | スペイン |    | アーミン・ウルフ・アレーナ | 3時間10分 | 883人    | Boxscore |
| 2022年9月16日                                                                    | #2  | 19:36    | イギリス         | 14–4   | フランス | 8  | アーミン・ウルフ・アレーナ | 3時間49分 | 897人    | Boxscore |
| 2022年9月17日                                                                    | #3  | 13:47    | スペイン         | 21–7   | チェコ   | 7  | アーミン・ウルフ・アレーナ | 3時間5分  | 1,725人  | Boxscore |
| 2022年9月17日                                                                    | #4  | 19:04    | イギリス         | 8–1    | ドイツ   |    | アーミン・ウルフ・アレーナ | 3時間28分 | 2,216人  | Boxscore |
| 2022年9月18日                                                                    | #5  | 13:06    | フランス         | 1–7    | チェコ   |    | アーミン・ウルフ・アレーナ | 3時間14分 | 911人    | Boxscore |
| 2022年9月19日                                                                    | #6  | 12:03    | 南アフリカ共和国 | 5–11   | ドイツ   |    | アーミン・ウルフ・アレーナ | 3時間11分 | 920人    | Boxscore |
| 2022年9月20日                                                                    | #7  | 13:04    | ドイツ           | 4–8    | チェコ   |    | アーミン・ウルフ・アレーナ | 3時間0分  | 1,102人  | Boxscore |
| 2022年9月20日                                                                    | #8  | 19:06    | スペイン         | 9–10   | イギリス | 10 | アーミン・ウルフ・アレーナ | 4時間15分 | 1,186人  | Boxscore |
| 2022年9月21日                                                                    | #9  | 19:02    | チェコ           | 3–1    | スペイン |    | アーミン・ウルフ・アレーナ | 2時間52分 | 1,229人  | Boxscore |
| ※ #8、#9の勝者が2023WBC本選進出 ※ #7、#8のホームチーム（後攻）はコイントスで決定 |     |          |                  |        |          |    |                            |           |          |          |

#### 予選B組
- 会場： パナマシティ／ロッド・カルー・スタジアム
- 試合日時はアメリカ東部標準時(UTC-5)

| #1/#2 1回戦      | #1/#2 1回戦 |  |  | #3/#4 2回戦  | #3/#4 2回戦 |  |          | #8 決勝戦 | #8 決勝戦 |
|                  |             |  |  |              |             |  |          |           |           |
|                  |             |  |  | ブラジル     | 4           |  |          |           |           |
| ニュージーランド | 7           |  |  | ニカラグア   | 1           |  |          |           |           |
| ブラジル         | 12          |  |  |              |             |  | ブラジル | 0         |           |
|                  |             |  |  |              |             |  | パナマ   | 4         |           |
|                  |             |  |  | アルゼンチン | 0           |  |          |           |           |
| パキスタン       | 4           |  |  | パナマ       | 11          |  |          |           |           |
| アルゼンチン     | 7           |  |  |              |             |  |          |           |           |

|  | #5/#6 敗者復活1回戦 | #5/#6 敗者復活1回戦 | #5/#6 敗者復活1回戦 |  |  | #7 敗者復活2回戦 | #7 敗者復活2回戦 | #7 敗者復活2回戦 |  |  | #9 敗者復活決勝戦 | #9 敗者復活決勝戦 | #9 敗者復活決勝戦 |
|  |                     |                     |                     |  |  |                  |                  |                  |  |  |                   |                   |                   |
|  |                     | パキスタン          | 0                   |  |  |                  |                  |                  |  |  |                   |                   |                   |
|  |                     | ニカラグア          | 12                  |  |  |                  |                  |                  |  |  |                   | ニカラグア        | 3                 |
|  |                     |                     |                     |  |  |                  | アルゼンチン     | 5                |  |  |                   | ブラジル          | 1                 |
|  |                     |                     |                     |  |  |                  | ニカラグア       | 6                |  |  |                   |                   |                   |
|  |                     | ニュージーランド    | 1                   |  |  |                  |                  |                  |  |  |                   |                   |                   |
|  |                     | アルゼンチン        | 4                   |  |  |                  |                  |                  |  |  |                   |                   |                   |

| 日程                                                                             | No. | 試合開始 | 先攻             | スコア | 後攻         | 回 | 会場                       | 試合時間  | 観客動員 | 試合詳細 |
| -------------------------------------------------------------------------------- | --- | -------- | ---------------- | ------ | ------------ | -- | -------------------------- | --------- | -------- | -------- |
| 2022年9月30日                                                                    | #1  | 12:05    | ニュージーランド | 7–12   | ブラジル     |    | ロッド・カルー・スタジアム | 3時間17分 | 105人    | Boxscore |
| 2022年9月30日                                                                    | #2  | 21:08    | パキスタン       | 4–7    | アルゼンチン |    | ロッド・カルー・スタジアム | 3時間33分 | 466人    | Boxscore |
| 2022年10月1日                                                                    | #3  | 15:04    | ブラジル         | 4–1    | ニカラグア   |    | ロッド・カルー・スタジアム | 3時間48分 | 695人    | Boxscore |
| 2022年10月1日                                                                    | #4  | 20:07    | アルゼンチン     | 0–11   | パナマ       | 7  | ロッド・カルー・スタジアム | 2時間24分 | 5,314人  | Boxscore |
| 2022年10月2日                                                                    | #5  | 12:04    | パキスタン       | 0–12   | ニカラグア   | 7  | ロッド・カルー・スタジアム | 2時間32分 | 495人    | Boxscore |
| 2022年10月2日                                                                    | #6  | 19:05    | ニュージーランド | 1–4    | アルゼンチン |    | ロッド・カルー・スタジアム | 2時間43分 | 193人    | Boxscore |
| 2022年10月4日                                                                    | #7  | 10:05    | アルゼンチン     | 5–6    | ニカラグア   |    | ロッド・カルー・スタジアム | 3時間20分 | 185人    | Boxscore |
| 2022年10月4日                                                                    | #8  | 20:05    | ブラジル         | 0–4    | パナマ       |    | ロッド・カルー・スタジアム | 3時間9分  | 6,789人  | Boxscore |
| 2022年10月5日                                                                    | #9  | 19:05    | ニカラグア       | 3–1    | ブラジル     |    | ロッド・カルー・スタジアム | 3時間21分 | 769人    | Boxscore |
| ※ #8、#9の勝者が2023WBC本選進出 ※ #7、#8のホームチーム（後攻）はコイントスで決定 |     |          |                  |        |              |    |                            |           |          |          |

### 予選結果
|                      | 予選A組          | 予選B組          |
| -------------------- | ---------------- | ---------------- |
| 本選進出（1位通過）  | イギリス         | パナマ           |
| 本選進出（敗者復活） | チェコ           | ニカラグア       |
| 敗者復活決勝戦敗退   | スペイン         | ブラジル         |
| 敗者復活2回戦敗退    | ドイツ           | アルゼンチン     |
| 敗者復活1回戦敗退    | フランス         | パキスタン       |
| 敗者復活1回戦敗退    | 南アフリカ共和国 | ニュージーランド |

## 大会の進行

### 出場国・地域と日程
※前回大会出場の16の国と地域は、予選免除。本大会の第1ラウンド各組で4位以内は次回大会の予選免除となる。
| 出場国・地域         | 所属連盟     | 予選    | 出場回数 | 過去最高位     | 世界ランク |
| -------------------- | ------------ | ------- | -------- | -------------- | ---------- |
| アメリカ合衆国       | 南北アメリカ | 免除    | 5        | 優勝           | 3          |
| プエルトリコ         | 南北アメリカ | 免除    | 5        | 準優勝(2)      | 13         |
| 日本                 | アジア       | 免除    | 5        | 優勝(2)        | 1          |
| オランダ             | ヨーロッパ   | 免除    | 5        | ベスト4(2)     | 7          |
| ドミニカ共和国       | 南北アメリカ | 免除    | 5        | 優勝           | 9          |
| イスラエル           | ヨーロッパ   | 免除    | 2        | ベスト8        | 20         |
| キューバ             | 南北アメリカ | 免除    | 5        | 準優勝         | 8          |
| ベネズエラ           | 南北アメリカ | 免除    | 5        | ベスト4        | 6          |
| オーストラリア       | オセアニア   | 免除    | 5        | 第1ラウンド(4) | 10         |
| 韓国                 | アジア       | 免除    | 5        | 準優勝         | 4          |
| コロンビア           | 南北アメリカ | 免除    | 2        | 第1ラウンド    | 11         |
| イタリア             | ヨーロッパ   | 免除    | 5        | ベスト8        | 16         |
| メキシコ             | 南北アメリカ | 免除    | 5        | ベスト8(2)     | 5          |
| チャイニーズタイペイ | アジア       | 免除    | 5        | ベスト8        | 2          |
| カナダ               | 南北アメリカ | 免除    | 5        | 第1ラウンド(4) | 14         |
| 中華人民共和国       | アジア       | 免除    | 5        | 第1ラウンド(4) | 30         |
| イギリス             | ヨーロッパ   | 予選A組 | 初       | -              | 22         |
| チェコ               | ヨーロッパ   | 予選A組 | 初       | -              | 15         |
| パナマ               | 南北アメリカ | 予選B組 | 3        | 第1ラウンド(2) | 12         |
| ニカラグア           | 南北アメリカ | 予選B組 | 初       | -              | 17         |

| チャイニーズタイペイ オランダ キューバ イタリア パナマ |

| A組1位 キューバ B組2位 オーストラリア |

| B組1位 日本 A組2位 イタリア |

| キューバ アメリカ合衆国 |

| 日本 メキシコ |

| アメリカ合衆国 日本 |

| 日本 韓国 オーストラリア 中華人民共和国 チェコ |

| アメリカ合衆国 メキシコ コロンビア カナダ イギリス |

| C組1位 メキシコ D組2位 プエルトリコ |

| D組1位 ベネズエラ C組2位 アメリカ合衆国 |

| プエルトリコ ベネズエラ ドミニカ共和国 イスラエル ニカラグア |

| - ()内は日付。全て現地時間。 - 枠外は開催都市。枠内は出場国・地域。太字は各組勝利国・地域。 - 第1ラウンドは総当たりリーグ戦で試合を行う。 - 本ページの各種表記は以下に統一して表記する。 - X次リーグ・ラウンドX → 第Xラウンド - セミファイナル・ファイナル → 準決勝・決勝 - POOL X・Xブロック → X組 |

### 第1ラウンド

#### A組（台中ラウンド）
- 会場： 台中／台中インターコンチネンタル野球場
- 試合日時は台湾時間(UTC+8)

| 順位 | チーム名             | キューバの旗 | イタリアの旗 | オランダの旗 | パナマの旗 | チャイニーズタイペイの旗 | 勝数 | 敗数 | 得点 | 失点 | 失点率 |
| ---- | -------------------- | ------------ | ------------ | ------------ | ---------- | ------------------------ | ---- | ---- | ---- | ---- | ------ |
| 1    | キューバ             | -            | ●3-6         | ●2-4         | ○13-4      | ○7-1                     | 2    | 2    | 25   | 15   | 0.42   |
| 2    | イタリア             | ○6-3         | -            | ○7-1         | ●0-2       | ●7-11                    | 2    | 2    | 20   | 17   | 0.47   |
| 3    | オランダ             | ○4-2         | ●1-7         | -            | ○3-1       | ●5-9                     | 2    | 2    | 13   | 19   | 0.56   |
| 4    | パナマ               | ●4-13        | ○2-0         | ●1-3         | -          | ○12-5                    | 2    | 2    | 19   | 21   | 0.60   |
| 5    | チャイニーズタイペイ | ●1-7         | ○11-7        | ○9-5         | ●5-12      | -                        | 2    | 2    | 26   | 31   | 0.89   |

| 日程          | 試合開始 | 先攻                 | スコア | 後攻                 | 回 | 会場                             | 試合時間  | 観客動員 | 試合詳細 |
| ------------- | -------- | -------------------- | ------ | -------------------- | -- | -------------------------------- | --------- | -------- | -------- |
| 2023年3月8日  | 12:00    | キューバ             | 2–4    | オランダ             |    | 台中インターコンチネンタル野球場 | 3時間07分 | 6,501人  | Boxscore |
| 2023年3月8日  | 19:00    | パナマ               | 12–5   | チャイニーズタイペイ |    | 台中インターコンチネンタル野球場 | 4時間02分 | 15,540人 | Boxscore |
| 2023年3月9日  | 12:00    | パナマ               | 1–3    | オランダ             |    | 台中インターコンチネンタル野球場 | 2時間45分 | 6,048人  | Boxscore |
| 2023年3月9日  | 19:00    | イタリア             | 6–3    | キューバ             | 10 | 台中インターコンチネンタル野球場 | 3時間43分 | 6,217人  | Boxscore |
| 2023年3月10日 | 12:30    | キューバ             | 13–4   | パナマ               |    | 台中インターコンチネンタル野球場 | 4時間09分 | 7,023人  | Boxscore |
| 2023年3月10日 | 19:00    | イタリア             | 7–11   | チャイニーズタイペイ |    | 台中インターコンチネンタル野球場 | 3時間58分 | 18,799人 | Boxscore |
| 2023年3月11日 | 12:00    | パナマ               | 2–0    | イタリア             |    | 台中インターコンチネンタル野球場 | 2時間57分 | 7,732人  | Boxscore |
| 2023年3月11日 | 19:00    | オランダ             | 5–9    | チャイニーズタイペイ |    | 台中インターコンチネンタル野球場 | 3時間34分 | 18,826人 | Boxscore |
| 2023年3月12日 | 12:00    | チャイニーズタイペイ | 1–7    | キューバ             |    | 台中インターコンチネンタル野球場 | 3時間21分 | 18,852人 | Boxscore |
| 2023年3月12日 | 19:00    | オランダ             | 1–7    | イタリア             |    | 台中インターコンチネンタル野球場 | 3時間00分 | 4,985人  | Boxscore |

全5チームが2勝2敗で並ぶ異例の混戦となり、順位は4試合での失点率により決定された。

#### B組（東京ラウンド）
- 会場： 東京／東京ドーム
- 試合日時は日本時間(UTC+9)

| 順位 | チーム名       | 日本の旗 | オーストラリアの旗 | 大韓民国の旗 | チェコの旗 | 中華人民共和国の旗 | 勝数 | 敗数 | 得点 | 失点 |
| ---- | -------------- | -------- | ------------------ | ------------ | ---------- | ------------------ | ---- | ---- | ---- | ---- |
| 1    | 日本           | -        | ○7-1               | ○13-4        | ○10-2      | ○8-1               | 4    | 0    | 38   | 8    |
| 2    | オーストラリア | ●1-7     | -                  | ○8-7         | ○8-3       | ○12-2              | 3    | 1    | 29   | 19   |
| 3    | 韓国           | ●4-13    | ●7-8               | -            | ○7-3       | ○22-2              | 2    | 2    | 40   | 26   |
| 4    | チェコ         | ●2-10    | ●3-8               | ●3-7         | -          | ○8-5               | 1    | 3    | 16   | 25   |
| 5    | 中華人民共和国 | ●1-8     | ●2-12              | ●2-22        | ●5-8       | -                  | 0    | 4    | 10   | 50   |

| 日程          | 試合開始 | 先攻           | スコア | 後攻           | 回 | 会場       | 試合時間  | 観客動員 | 試合詳細 |
| ------------- | -------- | -------------- | ------ | -------------- | -- | ---------- | --------- | -------- | -------- |
| 2023年3月9日  | 12:00    | オーストラリア | 8–7    | 韓国           |    | 東京ドーム | 3時間46分 |          | Boxscore |
| 2023年3月9日  | 19:00    | 中華人民共和国 | 1–8    | 日本           |    | 東京ドーム | 3時間41分 | 41,616人 | Boxscore |
| 2023年3月10日 | 12:00    | チェコ         | 8–5    | 中華人民共和国 |    | 東京ドーム | 3時間54分 |          | Boxscore |
| 2023年3月10日 | 19:00    | 韓国           | 4–13   | 日本           |    | 東京ドーム | 4時間04分 | 41,629人 | Boxscore |
| 2023年3月11日 | 12:00    | 中華人民共和国 | 2–12   | オーストラリア | 7  | 東京ドーム | 2時間52分 |          | Boxscore |
| 2023年3月11日 | 19:00    | チェコ         | 2–10   | 日本           |    | 東京ドーム | 3時間26分 | 41,637人 | Boxscore |
| 2023年3月12日 | 12:00    | チェコ         | 3–7    | 韓国           |    | 東京ドーム | 2時間55分 |          | Boxscore |
| 2023年3月12日 | 19:00    | 日本           | 7–1    | オーストラリア |    | 東京ドーム | 3時間18分 | 41,664人 | Boxscore |
| 2023年3月13日 | 12:00    | オーストラリア | 8–3    | チェコ         |    | 東京ドーム | 3時間04分 |          | Boxscore |
| 2023年3月13日 | 19:00    | 韓国           | 22–2   | 中華人民共和国 | 5  | 東京ドーム | 2時間37分 | 14,442人 | Boxscore |

#### C組（フェニックスラウンド）
- 会場： フェニックス／チェイス・フィールド
- 試合日時はアメリカ山岳部時間(UTC-7)

| 順位 | チーム名       | メキシコの旗 | アメリカ合衆国の旗 | カナダの旗 | イギリスの旗 | コロンビアの旗 | 勝数 | 敗数 | 得点 | 失点 |
| ---- | -------------- | ------------ | ------------------ | ---------- | ------------ | -------------- | ---- | ---- | ---- | ---- |
| 1    | メキシコ       | -            | ○11-5              | ○10-3      | ○2-1         | ●4-5           | 3    | 1    | 27   | 14   |
| 2    | アメリカ合衆国 | ●5-11        | -                  | ○12-1      | ○6-2         | ○3-2           | 3    | 1    | 26   | 16   |
| 3    | カナダ         | ●3-10        | ●1-12              | -          | ○18-8        | ○5-0           | 2    | 2    | 27   | 30   |
| 4    | イギリス       | ●1-2         | ●2-6               | ●8-18      | -            | ○7-5           | 1    | 3    | 18   | 31   |
| 5    | コロンビア     | ○5-4         | ●2-3               | ●0-5       | ●5-7         | -              | 1    | 3    | 12   | 19   |

| 日程          | 試合開始 | 先攻           | スコア | 後攻           | 回 | 会場                 | 試合時間  | 観客動員 | 試合詳細 |
| ------------- | -------- | -------------- | ------ | -------------- | -- | -------------------- | --------- | -------- | -------- |
| 2023年3月11日 | 12:00    | コロンビア     | 5–4    | メキシコ       | 10 | チェイス・フィールド | 3時間24分 | 28,497人 | Boxscore |
| 2023年3月11日 | 19:00    | イギリス       | 2–6    | アメリカ合衆国 |    | チェイス・フィールド | 2時間54分 | 39,650人 | Boxscore |
| 2023年3月12日 | 12:00    | イギリス       | 8–18   | カナダ         | 7  | チェイス・フィールド | 3時間38分 | 11,555人 | Boxscore |
| 2023年3月12日 | 19:00    | メキシコ       | 11–5   | アメリカ合衆国 |    | チェイス・フィールド | 3時間41分 | 47,534人 | Boxscore |
| 2023年3月13日 | 12:00    | コロンビア     | 5–7    | イギリス       |    | チェイス・フィールド | 3時間50分 | 10,416人 | Boxscore |
| 2023年3月13日 | 19:00    | カナダ         | 1–12   | アメリカ合衆国 | 7  | チェイス・フィールド | 2時間20分 | 29,621人 | Boxscore |
| 2023年3月14日 | 12:00    | カナダ         | 5–0    | コロンビア     |    | チェイス・フィールド | 2時間48分 | 10,571人 | Boxscore |
| 2023年3月14日 | 19:00    | イギリス       | 1–2    | メキシコ       |    | チェイス・フィールド | 3時間05分 | 17,705人 | Boxscore |
| 2023年3月15日 | 12:00    | メキシコ       | 10–3   | カナダ         |    | チェイス・フィールド | 3時間31分 | 17,245人 | Boxscore |
| 2023年3月15日 | 19:00    | アメリカ合衆国 | 3–2    | コロンビア     |    | チェイス・フィールド | 3時間13分 | 29,856人 | Boxscore |

#### D組（マイアミラウンド）
- 会場： マイアミ／ローンデポ・パーク
- 試合日時はアメリカ東部夏時間(UTC-4)、3月11日のみアメリカ東部時間(UTC-5)

| 順位 | チーム名       | ベネズエラの旗 | プエルトリコの旗 | ドミニカ共和国の旗 | イスラエルの旗 | ニカラグアの旗 | 勝数 | 敗数 | 得点 | 失点 |
| ---- | -------------- | -------------- | ---------------- | ------------------ | -------------- | -------------- | ---- | ---- | ---- | ---- |
| 1    | ベネズエラ     | -              | ○9-6             | ○5-1               | ○5-1           | ○4-1           | 4    | 0    | 23   | 9    |
| 2    | プエルトリコ   | ●6-9           | -                | ○5-2               | ○10-0          | ○9-1           | 3    | 1    | 30   | 12   |
| 3    | ドミニカ共和国 | ●1-5           | ●2-5             | -                  | ○10-0          | ○6-1           | 2    | 2    | 19   | 11   |
| 4    | イスラエル     | ●1-5           | ●0-10            | ●0-10              | -              | ○3-1           | 1    | 3    | 4    | 26   |
| 5    | ニカラグア     | ●1-4           | ●1-9             | ●1-6               | ●1-3           | -              | 0    | 4    | 4    | 22   |

| 日程          | 試合開始 | 先攻           | スコア | 後攻           | 回 | 会場               | 試合時間  | 観客動員 | 試合詳細 |
| ------------- | -------- | -------------- | ------ | -------------- | -- | ------------------ | --------- | -------- | -------- |
| 2023年3月11日 | 12:00    | ニカラグア     | 1–9    | プエルトリコ   |    | ローンデポ・パーク | 2時間44分 | 35,399人 | Boxscore |
| 2023年3月11日 | 19:00    | ドミニカ共和国 | 1–5    | ベネズエラ     |    | ローンデポ・パーク | 3時間19分 | 35,890人 | Boxscore |
| 2023年3月12日 | 12:00    | ニカラグア     | 1–3    | イスラエル     |    | ローンデポ・パーク | 2時間50分 | 19,955人 | Boxscore |
| 2023年3月12日 | 19:00    | ベネズエラ     | 9–6    | プエルトリコ   |    | ローンデポ・パーク | 3時間36分 | 35,615人 | Boxscore |
| 2023年3月13日 | 12:00    | ドミニカ共和国 | 6–1    | ニカラグア     |    | ローンデポ・パーク | 3時間09分 | 31,696人 | Boxscore |
| 2023年3月13日 | 19:00    | イスラエル     | 0–10   | プエルトリコ   | 8  | ローンデポ・パーク | 2時間30分 | 27,813人 | Boxscore |
| 2023年3月14日 | 12:00    | ニカラグア     | 1–4    | ベネズエラ     |    | ローンデポ・パーク | 2時間53分 | 21,873人 | Boxscore |
| 2023年3月14日 | 19:00    | イスラエル     | 0–10   | ドミニカ共和国 | 7  | ローンデポ・パーク | 2時間44分 | 33,307人 | Boxscore |
| 2023年3月15日 | 12:00    | ベネズエラ     | 5–1    | イスラエル     |    | ローンデポ・パーク | 2時間47分 | 18,277人 | Boxscore |
| 2023年3月15日 | 19:00    | プエルトリコ   | 5–2    | ドミニカ共和国 |    | ローンデポ・パーク | 3時間13分 | 36,025人 | Boxscore |

### 決勝トーナメント
| 準々決勝                   | 準々決勝                   |  |  | 準決勝                     | 準決勝                     |  |  | 決勝                       | 決勝                       |
| 3月15日 東京ドーム         |                            |  |  |                            |                            |  |  |                            |                            |
| オーストラリア             | 3                          |  |  |                            |                            |  |  |                            |                            |
| キューバ                   | 4                          |  |  | 3月19日 ローンデポ・パーク | 3月19日 ローンデポ・パーク |  |  |                            |                            |
|                            |                            |  |  | キューバ                   | 2                          |  |  |                            |                            |
| 3月18日 ローンデポ・パーク | 3月18日 ローンデポ・パーク |  |  | アメリカ合衆国             | 14                         |  |  |                            |                            |
| アメリカ合衆国             | 9                          |  |  |                            |                            |  |  |                            |                            |
| ベネズエラ                 | 7                          |  |  |                            |                            |  |  | 3月21日 ローンデポ・パーク | 3月21日 ローンデポ・パーク |
|                            |                            |  |  |                            |                            |  |  | アメリカ合衆国             | 2                          |
| 3月16日 東京ドーム         | 3月16日 東京ドーム         |  |  |                            |                            |  |  | 日本                       | 3                          |
| イタリア                   | 3                          |  |  |                            |                            |  |  |                            |                            |
| 日本                       | 9                          |  |  | 3月20日 ローンデポ・パーク | 3月20日 ローンデポ・パーク |  |  |                            |                            |
|                            |                            |  |  | 日本                       | 6                          |  |  |                            |                            |
| 3月17日 ローンデポ・パーク | 3月17日 ローンデポ・パーク |  |  | メキシコ                   | 5                          |  |  |                            |                            |
| プエルトリコ               | 4                          |  |  |                            |                            |  |  |                            |                            |
| メキシコ                   | 5                          |  |  |                            |                            |  |  |                            |                            |

#### 準々決勝（東京ラウンド）
- 会場： 東京／東京ドーム
- 試合日時は日本時間(UTC+9)

| 日程          | 試合開始 | 先攻           | スコア | 後攻     | 回 | 会場       | 試合時間  | 観客動員 | 試合詳細 |
| ------------- | -------- | -------------- | ------ | -------- | -- | ---------- | --------- | -------- | -------- |
| 2023年3月15日 | 19:00    | オーストラリア | 3–4    | キューバ |    | 東京ドーム | 3時間24分 | 35,061人 | Boxscore |
| 2023年3月16日 | 19:00    | イタリア       | 3–9    | 日本     |    | 東京ドーム | 3時間24分 | 41,723人 | Boxscore |

#### 準々決勝・準決勝・決勝（マイアミラウンド）
- 会場： マイアミ／ローンデポ・パーク
- 試合日時はアメリカ東部夏時間(UTC-4)

準々決勝
| 日程          | 試合開始 | 先攻           | スコア | 後攻       | 回 | 会場               | 試合時間  | 観客動員 | 試合詳細 |
| ------------- | -------- | -------------- | ------ | ---------- | -- | ------------------ | --------- | -------- | -------- |
| 2023年3月17日 | 19:00    | プエルトリコ   | 4–5    | メキシコ   |    | ローンデポ・パーク | 3時間17分 | 35,817人 | Boxscore |
| 2023年3月18日 | 19:00    | アメリカ合衆国 | 9–7    | ベネズエラ |    | ローンデポ・パーク | 3時間46分 | 35,792人 | Boxscore |

準決勝
| 日程          | 試合開始 | 先攻     | スコア | 後攻           | 回 | 会場               | 試合時間  | 観客動員 | 試合詳細 |
| ------------- | -------- | -------- | ------ | -------------- | -- | ------------------ | --------- | -------- | -------- |
| 2023年3月19日 | 19:00    | キューバ | 2–14   | アメリカ合衆国 |    | ローンデポ・パーク | 3時間28分 | 35,779人 | Boxscore |
| 2023年3月20日 | 19:00    | メキシコ | 5–6    | 日本           |    | ローンデポ・パーク | 3時間36分 | 35,933人 | Boxscore |

決勝
| 日程          | 試合開始 | 先攻           | スコア | 後攻 | 回 | 会場               | 試合時間  | 観客動員 | 試合詳細 |
| ------------- | -------- | -------------- | ------ | ---- | -- | ------------------ | --------- | -------- | -------- |
| 2023年3月21日 | 19:00    | アメリカ合衆国 | 2–3    | 日本 |    | ローンデポ・パーク | 3時間18分 | 36,098人 | Boxscore |

## 最終成績
| 成績                         | 成績 | 国・地域             | 試合 | 勝数 | 敗数 | 勝率  | 得点 | 失点 |
| ---------------------------- | ---- | -------------------- | ---- | ---- | ---- | ----- | ---- | ---- |
| 優勝                         | 1位  | 日本                 | 7    | 7    | 0    | 1.000 | 56   | 18   |
| 準優勝                       | 2位  | アメリカ合衆国       | 7    | 5    | 2    | .714  | 51   | 28   |
| ベスト4                      | 3位  | メキシコ             | 6    | 4    | 2    | .667  | 37   | 24   |
| ベスト4                      | 3位  | キューバ             | 6    | 3    | 3    | .500  | 31   | 32   |
| ベスト8                      | 5位  | ベネズエラ           | 5    | 4    | 1    | .800  | 30   | 18   |
| ベスト8                      | 5位  | プエルトリコ         | 5    | 3    | 2    | .600  | 34   | 17   |
| ベスト8                      | 5位  | オーストラリア       | 5    | 3    | 2    | .600  | 32   | 23   |
| ベスト8                      | 5位  | イタリア             | 5    | 2    | 3    | .400  | 23   | 26   |
| ベスト16 （第1ラウンド敗退） | 9位  | ドミニカ共和国       | 4    | 2    | 2    | .500  | 19   | 11   |
| ベスト16 （第1ラウンド敗退） | 9位  | オランダ             | 4    | 2    | 2    | .500  | 13   | 19   |
| ベスト16 （第1ラウンド敗退） | 9位  | 韓国                 | 4    | 2    | 2    | .500  | 40   | 26   |
| ベスト16 （第1ラウンド敗退） | 9位  | カナダ               | 4    | 2    | 2    | .500  | 27   | 30   |
| ベスト16 （第1ラウンド敗退） | 13位 | パナマ               | 4    | 2    | 2    | .500  | 19   | 21   |
| ベスト16 （第1ラウンド敗退） | 13位 | チェコ               | 4    | 1    | 3    | .250  | 16   | 25   |
| ベスト16 （第1ラウンド敗退） | 13位 | イスラエル           | 4    | 1    | 3    | .250  | 4    | 26   |
| ベスト16 （第1ラウンド敗退） | 13位 | イギリス             | 4    | 1    | 3    | .250  | 18   | 31   |
| 予選降格 （第1ラウンド敗退） | 17位 | チャイニーズタイペイ | 4    | 2    | 2    | .500  | 26   | 31   |
| 予選降格 （第1ラウンド敗退） | 17位 | コロンビア           | 4    | 1    | 3    | .250  | 12   | 29   |
| 予選降格 （第1ラウンド敗退） | 17位 | ニカラグア           | 4    | 0    | 4    | .000  | 4    | 22   |
| 予選降格 （第1ラウンド敗退） | 17位 | 中華人民共和国       | 4    | 0    | 4    | .000  | 10   | 50   |

成績右列は、WBSCによる順位。

## 表彰選手
| 守備位置                | 選出選手               | 所属球団                         |
| 最優秀選手（MVP）       | 最優秀選手（MVP）      | 最優秀選手（MVP）                |
| ----------------------- | ---------------------- | -------------------------------- |
|                         | 大谷翔平               | ロサンゼルス・エンゼルス         |
| オールWBCチーム         |                        |                                  |
| 投手                    | 大谷翔平               | ロサンゼルス・エンゼルス         |
| 投手                    | パトリック・サンドバル | ロサンゼルス・エンゼルス         |
| 投手                    | ミゲル・ロメロ         | オークランド・アスレチックス傘下 |
| 捕手                    | サルバドール・ペレス   | カンザスシティ・ロイヤルズ       |
| 一塁手                  | 張育成                 | ボストン・レッドソックス         |
| 二塁手                  | ハビアー・バエズ       | デトロイト・タイガース           |
| 三塁手                  | ヨアン・モンカダ       | シカゴ・ホワイトソックス         |
| 遊撃手                  | トレイ・ターナー       | フィラデルフィア・フィリーズ     |
| 外野手                  | ランディ・アロサレーナ | タンパベイ・レイズ               |
| 外野手                  | マイク・トラウト       | ロサンゼルス・エンゼルス         |
| 外野手                  | 吉田正尚               | ボストン・レッドソックス         |
| 指名打者                | 大谷翔平               | ロサンゼルス・エンゼルス         |
| 台中ラウンドMVP         |                        |                                  |
|                         | 張育成                 | ボストン・レッドソックス         |
| 東京ラウンドMVP         |                        |                                  |
|                         | 大谷翔平               | ロサンゼルス・エンゼルス         |
| フェニックスラウンドMVP |                        |                                  |
|                         | ランディ・アロサレーナ | タンパベイ・レイズ               |
| マイアミラウンドMVP     |                        |                                  |
|                         | サルバドール・ペレス   | カンザスシティ・ロイヤルズ       |

## 2023年大会開催までの主な出来事
2017年
- 3月7日 - メジャーリーグベースボール(MLB)のコミッショナーであるロブ・マンフレッドはWBCについて、一部メディアが第4回大会限りで廃止されると報じたことに「収益もファンも増えている。どこからそういうことになったのか」と否定するとともに「選手が国を代表するという貴重なイベントで、成長を続けている」と大会存続を改めて表明した[30]。また、1次ラウンド後には「信じられない。毎回、このイベントは成長している。試合の内容、参加国、入場者数が上昇している。我々はこのイベントを前進させることに真剣に取り組んでいる。我々の国際的な戦略において重要なパートだ」と語った[31]。
- 3月22日 - コミッショナーのマンフレッドは決勝戦を前に、次回の第5回大会について「最初は大会間隔が3年だったが、五輪に重なることがないよう配慮して4年になった。21年は五輪開催年ではないし、MLB各チームは大会存続に乗り気だと信じている。21年に間違いないだろう。」とし、2021年大会を開催することを述べた。
- 3月23日 - WBCIはcの観客動員数が前回比23％増の108万6720人であり、WBC史上初の100万人突破を達成したことを発表した。テレビ視聴率や関連商品の売り上げも過去最高となった[32]。

2020年
- 1月16日 - WBC公式サイトがリニューアルされ、2021WBC予選の概要が明らかとなった。大会の方式に変更があり、本選が16か国から20か国に拡大し、予選は16か国から12か国に縮小されることになった。本選予選含めた28の招待国には前回大会からの変更はない。このため、予選は12か国が2プール6か国に分かれてのダブルイリミネーション方式トーナメント戦により対戦し、各プール2か国・計4か国が本選に進出する方式となった。また、本選拡大にともない本選シード枠も16か国に拡大されたため、前回大会の成績により予選降格と思われていた4か国（メキシコ、チャイニーズタイペイ、カナダ、中国）の本選残留が決定した。予選会場はプール1、プール2ともにアメリカ合衆国アリゾナ州ツーソンで2020年3月12日から25日にかけて開催される予定だった[33]。
- 1月28日 - 2021WBCの予選概要と本選枠が20か国に拡大されることが正式に発表された[34]。
- 2月25日 - 2021WBCの概要と開催地が発表された。本選に出場する20か国は4プール5か国に分かれて総当たり方式リーグ戦により対戦し、各プール上位2か国の計8か国が決勝トーナメントに進出する。開催期間は2021年3月9日から23日。開催地は、台湾の台中、日本の東京、アメリカ合衆国のフェニックスとマイアミの4会場。東京ラウンドは準々決勝、マイアミラウンドは準々決勝、決勝ラウンドも開催予定だった[35]。
- 3月6日 - 予選1組出場各国の登録選手28名とコーチングスタッフが発表された[36]。また、予選全試合をYouTubeのMLBチャンネルにて無料生配信されることも発表された[37]。
- 3月12日 - MLBはCOVID-19の影響で予選を無期限の延期とすることを発表した[17]。
- 5月12日 - 第5回大会がCOVID-19の影響で延期される見通しであることがESPNにより報じられた。大会関係者によれば、2021年末でMLBとMLB選手会による労使協定の期限を迎える影響で、WBCは2023年までは開催されないと見ている、と語った[38]。

2022年
- 3月12日 - 今後5年間のMLB労使協定が締結され、WBCは2023年と2026年に開催予定であることが明らかとなった[2]。
- 7月8日 - 第5回大会の開催地、日程、組み合わせが発表された[18]。予選の開催地と招待国に変更があり、開催地はドイツのレーゲンスブルクとパナマのパナマシティの2会場、フィリピンと入れ替わりでアルゼンチンがWBCに初めて招待されることになった。
- 7月28日 - 東京ラウンド（第1ラウンドB組および準々決勝）の開催概要を発表[3]。
- 9月16日 - 予選A組（レーゲンスブルクラウンド）開幕。
- 9月23日 - フェニックスラウンド（第1ラウンドC組）およびマイアミラウンド（第1ラウンドD組および準々決勝・準決勝・決勝）の詳細日程を発表[39]。
- 10月1日 - 予選B組（パナマシティラウンド）開幕。
- 10月6日 - 予選が終了。全出場国が確定した。
- 10月18日 - 予選通過国の組み分けが発表された[40]。

2023年
- 2月9日 - WBCは全代表選手を発表した[41]。
- 3月8日 - 本戦が開幕。

## 第5回大会の傾向と問題点

### 大会の進歩と成長
今大会の観客動員数は130万6414人で、2006年に始まったWBC史上最多を記録。これまで最多だった前回2017年大会から20%増加した。マイアミ・マーリンズの本拠地ローンデポ・パークで行われた決勝戦には、200余りの認定メディアが詰めかけ、チケット3万6058枚が完売した。
アメリカでは、決勝戦がWBC史上最も視聴者数の多い試合となった。この試合は、米FOX（フォックス）のスポーツ専門チャンネルFS1、FOX Deportes（FOXデポルテス）、FOX Sports（FOXスポーツ）のストリーミング配信で合計平均視聴者数520万人を叩き出し、2017年大会での過去最多記録を69%も上回った。国での視聴者数のピークは、日本代表のピッチャー大谷翔平がエンゼルスのチームメイトであるアメリカ代表のマイク・トラウトを三振に仕留めて勝利を決めた瞬間の650万6000人だった。準決勝（日本対メキシコ、アメリカ対キューバ）はFS1とFOXデポルテスで放送され、米国内で史上最も視聴者数の多いWBC準決勝となった。2試合の平均視聴者数は240万3000人で、2017年大会の準決勝と比べて96%も増えた。
野球後進国チェコでは、史上初めて野球が国営放送のスポーツチャンネルで中継され全4試合累計の視聴者数は84万人に上ったと伝えた。

### キューバの亡命選手参加をめぐる動き
キューバでは経済状況が悪化した1990年代以降、国内リーグの劣悪な待遇からの脱出などのため、トップ選手が亡命によって国交の無いアメリカ合衆国のリーグであるMLBの球団と契約を行う事例が相次いでいた。その後のアメリカ合衆国とキューバの関係改善の流れの中で、2018年12月にはキューバ選手が亡命によらずMLB球団に移籍することを容認する協定が結ばれたものの、翌年4月に撤回された。WBCにおいては出場資格が国籍に限らないことから、ルール上は亡命選手がキューバ代表としてプレーすることも可能であるが、第4回大会まではMLB選手がキューバ代表に参加した事例は無かった。
2022年3月16日、キューバからの亡命選手による組織である「キューバプロ野球選手協会（ACPBP）」の設立が発表された。ACPBPは、他国に亡命したキューバ出身選手で構成されたチームを結成し、WBCを含む国際大会への参加を目指すとした。また、複数のキューバ出身のMLB選手がこれに賛同しているとされた。しかし、キューバの国内競技連盟であるキューバ野球連盟（FCB）は、ACPBPを強く批判。また、WBCはWBSC公認の大会であることから、MLBは亡命選手によるチームの参加にはWBSCの承諾が必要との見解を示した。同年7月、MLBのコミッショナーであるマンフレッドは亡命選手によるチームが出場する見通しは無いと明らかにした。
一方、FCB側も2020年2月に本大会の代表に亡命選手を招集する方向で調整が進んでいると報じられた。2022年11月14日、2014年に亡命したMLB選手であるアンディ・イバニェス、ヨアン・ロペス両選手を亡命選手として初めて代表に招集した。ACPBPはこれに反発し、両選手を協会から除名した。その後もヨアン・モンカダ、ルイス・ロベルト・ジュニア、ヨエニス・セスペデスなどの亡命選手招集の報道が続いた。なおFCBが提示する代表入りの条件として、キューバの現在の政治体制への賛同が含まれるとされている。
2022年12月7日、FCBはWBCIから、キューバ代表の大会参加にはアメリカ合衆国連邦政府の許可が必要だと伝えられていたことを明らかにした。FCBの声明では、出場国のうちキューバのみ参加に許可が必要であり、それが得られていなかったため関心リスト提出を含む公式の準備プロセスについて招待を受けていないと主張した。また、チームとしてのキューバ代表の参加については直前に許可を得たものの、MLB選手の参加については未だ許可を得られていないとして、キューバに対する政治的な理由による差別を批判するとした。同日、キューバ外務副大臣のカルロス・フェルナンデス・デ・コシオはロイターの取材に対し、亡命した選手の代表参加について「前向きな一歩」と評価した一方、アメリカ合衆国連邦政府がMLBに所属する選手にキューバ代表での出場許可を与えていないことに対して懸念を示した。なお同社によると、同日時点で質問に対してアメリカ合衆国国務省からの回答は無かったとしている。その後、12月24日にFCBは、アメリカ合衆国連邦政府から同国内に居住する選手がキューバ代表として出場することを許可すると伝えられたことを発表した。また26日には、MLB側もアメリカ合衆国連邦政府のキューバへの出場許可を確認したことが報じられた。

### 準決勝の組み合わせをめぐる混乱
WBCIは当初より、日本が準々決勝に出場する場合は「通過順位に関わらず東京ラウンド準々決勝第2試合（3月16日）が日本戦」、アメリカが準々決勝に出場する場合は「マイアミラウンド準々決勝第2試合（3月18日）がアメリカ戦」になると発表していた。
以下、当時WBC公式サイトで公開されていた対戦表に記載の英文による注意書き
- If Team Japan moves to the second round, they will play the second quarterfinal game regardless if they're the Pool B winner or Pool B runner-up.
- If Team USA moves to the second round, they will play the second quarterfinal game.

さらに東京ラウンド準々決勝第2試合のカードに「Q2」、マイアミラウンド準々決勝第2試合のカードに「Q4」の番号が振られ、準決勝第2試合が「Q2 winner - Q4 winner」となっており、日本のメディアでは日本とアメリカが勝ち上がれば準決勝で必ず対戦すると報じ、日本代表関係者もその認識を持っていた。また日本とアメリカが準々決勝に進出しなかった場合は東京ラウンド準々決勝第2試合（「Q2」）が「A組2位対B組1位」、マイアミラウンド準々決勝第2試合（「Q4」）が「C組1位対D組2位」であるとされていた。
しかしアメリカがC組2位で準々決勝に進むことが決まった後に、マイアミラウンド準々決勝のカード番号が入れ替えられ、マイアミラウンド準々決勝第2試合が「Q3」となった。日本ではこれを受けて対戦相手が変更されたと報じられた。ワールド・ベースボール・クラシック（WBC）のチーフオペレーション兼ストラテジーオフィサーを務めるクリス・マリナクは3月16日急きょ会見を開き、「その情報がいつの情報なのか把握してないですが、それは誤った情報。どのような勝ち上がり方であろうと、準決勝で日米が対決するというのは誤りです。アメリカがC組1位になった場合は、準決勝で日本と戦う可能性もありました。しかしアメリカがC組2位になったことで、準決勝で日本と対戦する可能性はなくなりました」と説明した。すなわちマイアミラウンド準々決勝第2試合が「Q4」ではなく、あくまでも「C組1位対D組2位」が「Q4」であり、C組2位になったアメリカの試合が「C組2位対D組1位」の対戦である「Q3」となったということである。準々決勝のカード番号が試合順と組み合わせのどちらに付随するか注意書きが無かったための混乱であり、日本代表監督の栗山英樹は大会後の記者会見で大会途中で対戦相手を変えたとの認識を示し苦言を呈した。なお「Q3」と「Q4」の試合順が入れ替わったことにより、「Q4」の勝者メキシコは準々決勝より中2日で、「Q3」の勝者アメリカは準々決勝翌日に準決勝を迎えることとなった。

### 保険による選手の大会参加の可否
大会に参加するメジャーリーガーは、大会中の故障のリスクから保険会社の保険に加入をして大会に参加する必要がある。ロサンゼルス・ドジャースに所属するクレイトン・カーショウは、今大会の参加を熱望し、ドジャースもカーショウの参加を許可し大会前にアメリカ代表での参加を表明。MLB公式サイトでもカーショウの大会参加はプロモーションされた。しかし、大会開幕前の2月18日に保険会社の審査が通らず出場を辞退すると発表した。保険額は、過去の故障歴や選手の年俸などで査定されることが推測され、故障のリスクやカーショウ自身の高額な年俸の関係から保険会社が審査を通せる保険額でなかったことが推察される。カーショウ自身は、「本当にがっかりしている。いら立っている」と無念さを吐露。「本当に出場したかった。さまざまな方法を探った。自分で何とかできないかとか、何か方法がないかとMLBとも選手会とも球団とも相談して探った。周囲のみんなが、どうにかできるように努力してくれた。でも、どうすることもできなかった」と話した。
大会前にプロモーションを行ったにもかかわらず、直前での保険による参加辞退は、多くのファンを失望させる形となってしまう。しかし、今大会中にもプエルトリコ代表のエドウィン・ディアスとベネズエラ代表のホセ・アルトゥーベなどが2023年シーズン開幕絶望の怪我を負っており、高額な年俸を支払うチームのリスクを考慮すると、大会中の保険の加入はやむを得ない現状である。

### 第1ラウンド各組のレベル格差
WBCは、WBCIが組織主体で各組の組み合わせを決定している。他方で、FIFAワールドカップやFIBAバスケットボール・ワールドカップでは同グループに強豪国が固まらないようにし、各グループの実力を均一にすることを目的とし世界ランキングの順位をもとにポット分けをし、抽選会にて決勝トーナメント前のグループステージ、1次ラウンドの組み合わせを決定する。
今大会は、D組にMLBのロースター入りしている選手が多い優勝候補であるドミニカ共和国、ベネズエラ、プエルトリコが同組となり、“死の組”とも呼ばれた。対して、A組やB組にはマイナーリーグベースボールやABL、チェコ・エクストラリーガ、中国プロ野球連盟など自国のセミプロリーグの選手で主に代表が構成されているチームが同組にまとまっているため、各組ごとの実力に偏りがあることが指摘されている。
そのため過去5大会を含め、アジア参加国である日本、韓国、台湾と中南米参加国であるドミニカ共和国、ベネズエラ、プエルトリコの対戦歴がほぼ皆無の状況であった。

### 準決勝を巡ってのキューバ政府からの抗議
3月19日にアメリカ合衆国フロリダ州マイアミで行われた準決勝・アメリカ対キューバ戦において、試合中にキューバ代表や関係者などに対して、罵声が浴びせられたり、同国系の移民とみられる観客が乱入し、同国政府への抗議を示すメッセージを掲げたため、試合が一時中断するなどのトラブルが多発した。その結果、「チームの士気が損なわれた」として、同国政府や同国大統領のミゲル・ディアス＝カネルなどは準決勝会場の球場管理者や開催地であるマイアミ当局を強く非難する事態になった。

## テレビ・ラジオ放送

### 予選
YouTubeのWBC公式チャンネル、FacebookのWBC公式アカウント、MLB.TV、WBC公式サイトにて予選全試合を無料生配信。また予選参加国については、一部の試合がそれぞれの地域で放送される。
| 地域         | 配信サイト                               |
| ------------ | ---------------------------------------- |
| すべての地域 | YouTube、Facebook、MLB.TV、WBC公式サイト |

| 地域             | 放送局            |
| ---------------- | ----------------- |
| イギリス         | BT Sport          |
| ドイツ           | Sport1            |
| ニカラグア       | Viva 13           |
| チェコ           | O2 Sport          |
| パナマ           | Cable Onda Sports |
| フランス         | beIN Sports       |
| 南アフリカ共和国 | ESPN Africa       |
| ブラジル         | ESPN Brazil       |

### 本大会

#### 日本国内での放送
地上波テレビ放送はテレビ朝日系列およびTBSテレビ系列、ラジオ放送はニッポン放送が日本戦を中継（全試合を九州朝日放送が、第1ラウンド全試合および準々決勝を山口放送が、準々決勝および決勝を東海ラジオがそれぞれネット）。なお、TBSテレビ系列では日本戦の準決勝第2試合を3月21日19時より再放送、決勝戦を22日19時より録画放送された。
Amazon Prime Videoは、日本戦の全試合および準々決勝1試合、準決勝以降の全試合の合わせて8試合をライブ配信。またJ SPORTSおよびJ SPORTSオンデマンドでは、本戦のうち前述の8試合を除く39試合を中継・ライブ配信（中継・ライブ配信されなかった8試合は同年4月に録画放送・配信された）。
またTBSテレビ系列では、2023年12月31日18:00-23:45に『WBC2023 ザ・ファイナル』と題した、中居正広を総合司会にしてこの大会を総括し改めて日本代表を祝勝する5時間45分特番（17:00開始地域は6時間45分）が放送された。平均世帯視聴率は、第1部（17:00 - 18:00）が6.7％、第2部（18:00 - 19:00）が7.7％、第3部（19:00 - 23:45）が8.9％（ビデオリサーチ調べ、関東地区）だった。

#### 日本国外での放送
アメリカ合衆国はFOX放送が放映権を獲得したことが2022年10月に発表された。
韓国では、SBS、韓国放送公社（KBS）、文化放送（MBC）の3局が中継。
アフリカでは、ESPN、Starzplayが放送・配信。アジア地域ではSPOTVが配信する。